# Josep Rovira i Canals
Josep Rovira i Canals (Rubí, 1902 - Boulogne-Billancourt, Alts del Sena, 1968) fou un polític comunista i socialista català. Era paleta d'ofici, milità de ben jovenet en el moviment catalanista i s'afilià a Estat Català. S'exilià el 1922 a França, participà de la planificació d'un atac a la caserna de la guàrdia civil de Sant Pau d'Ordal i restà implicat en els fets de Prats de Molló. Se n'anà a Bèlgica i a Mèxic i participà en les guerrilles de Guatemala.
Tornà a Catalunya el 1932 i, després d'abandonar Estat Català amb Jaume Compte i Canelles, ambdós foren uns dels fundadors del Partit Català Proletari. Rovira però, després ingressarà al Bloc Obrer i Camperol. Fou elegit membre del seu comitè executiu, càrrec que conservà posteriorment dins el Partit Obrer d'Unificació Marxista (POUM), i destacà com a principal animador del setmanari "L'Hora". Pel juliol del 1936 representà el POUM dins el Comitè Central de Milícies Antifeixistes de Catalunya i fou l'organitzador de la columna Lenin, posteriorment divisió 29, que sota la seva direcció actuà al front d'Aragó. Fou detingut després dels fets de maig del 1937 fou posat en llibertat i actuà llavors clandestinament, fins que per l'octubre del 1938 fou empresonat de nou. Pogué fugir a l'exili pel gener del 1939. A França, participà en la Resistència contra el Tercer Reich, sent un dels organitzadors de la Ruta VIC, juntament amb Victor Gerson, a través de la qual es pogueren evacuar a molts aviadors, resistents, exiliats i jueus de la França ocupada. El 1944 fou un dels fundadors del Moviment Socialista de Catalunya.